# Lý thuyết tán xạ
Lý thuyết tán xạ là một lý thuyết trong toán học và vật lý để nghiên cứu và hiểu biết sự tán xạ của các sóng và hạt cơ bản .
Sự tán xạ sóng tương ứng với va chạm và tán xạ của một làn sóng với vật thể vật chất, ví dụ ánh sáng mặt trời tán xạ bởi giọt mưa sinh ra cầu vồng. Sự tán xạ cũng bao gồm tương tác trong va chạm như giữa các quả bóng bi-a trên bàn bóng, tán xạ Rutherford (hoặc sự thay đổi góc) của các hạt alpha bởi các hạt nhân vàng, tán xạ Bragg (hoặc nhiễu xạ) của các điện tử và tia X ở một cụm các nguyên tử, và sự tán xạ không đàn hồi của một mảnh phân rã nguyên tử khi nó đi qua một lá mỏng. Chính xác hơn, sự tán xạ bao gồm việc nghiên cứu xác định các nghiệm số của các phương trình vi phân riêng phần, lan truyền một cách tự do "trong quá khứ xa xôi", hợp lại và tương tác với nhau hoặc với điều kiện biên xác định, và sau đó truyền đi "tương lai xa".
Bài toán tán xạ thuận (direct scattering problem) là bài toán xác định sự phân bố của bức xạ hoặc dòng hạt tán xạ trên cơ sở các đặc tính của chủ thể tán xạ. Bài toán tán xạ ngược (inverse scattering problem) xác định các đặc tính của một vật thể (ví dụ hình dạng, liên kết nội tại) từ dữ liệu đo lường của bức xạ hoặc các hạt tán xạ từ vật thể.